# بيتي بوتون
بيتي بوتون (10 سبتمبر 1891 - ?) (بالإنجليزية: Betty Bouton)‏ كانت ممثلة أمريكية من بنسيلفانيا ظهرت في 16 فيلم، اشتهرت بفترة الأفلام الصامتة في العشرينات.

## أعمالها
- قلب أو التلال (1919)[2]
- ثلاثة رجال وفتاة (1919)
- ابي طويل سيقان (1919)
- النهائي عن قرب (1919)
- قتال الرجل (1919)
- نصر(1919) [3]
- سفينة الجحيم (1920)
- لا تتزوج أبدا (1920)
- ممنوع التعدي (1922)
- لا يمكنك الابتعاد عنها (1923)
- أعداء المرأة (1923)[4]
- لم يسمع طبل (1924)
- سيثريا (1924)

## روابط خارجية
- بيتي بوتون على موقع IMDb (الإنجليزية)
- بيتي بوتون على موقع قاعدة بيانات الفيلم (الإنجليزية)